# Emil Poklitar
Emil Poklitar (* 14. Juni 1939 in Tatanir) ist ein ehemaliger deutscher Fußballspieler, der sowohl in der DDR als auch in der Bundesrepublik spielte. Mit dem Ost-Berliner SC Dynamo erreichte er mit der DDR-Vizemeisterschaft seinen größten Erfolg.

## Laufbahn

### Spieler

#### In der DDR, bis 1961
Durch die Umstände des Zweiten Weltkriegs bedingt, zog die Familie Poklitar, nachdem sie 1941 von Rumänien nach Görlitz siedelten, 1947 nach Žatec in die damalige Tschechoslowakei, um  von dort nach Falkensee bei Berlin umzusiedeln. Bei der unterklassigen SG Finkenkrug spielte Emil Poklitar bis Juli 1958 Fußball. Ab August des Weltmeisterschaftsjahres 1958 stürmte er für die BSG Rotation Babelsberg in der DDR-Oberliga. Dort kam der Angreifer auf sieben Einsätze und zwei Tore. Nach dem Abstieg der Babelsberger kamen 1959 in der I. DDR-Liga weitere 22 Spiele mit vier Toren hinzu. Zum Spieljahr 1960 wurde Poklitar vom Tabellendritten der DDR-Oberliga und dem FDGB-Pokalsieger von 1959, Dynamo Berlin, verpflichtet. Der Neuzugang aus Babelsberg setzte sich als Torschütze neben Mannschaftskapitän und Spielmacher Günter Schröter durch und kam in 19 Einsätzen auf 14 Tore. Dynamo holte sich 1960 hinter dem Lokalrivalen ASK Vorwärts mit einer überzeugenden Rückrunde und einem Trainerwechsel – Fritz Bachmann wurde von Janos Gyarmati abgelöst – die Vizemeisterschaft. Nach dem 14. Spieltag der DDR-Oberliga-Saison 1961/62, die wegen der Umstellung vom Kalenderjahr auf den Herbst-Frühjahr-Rhythmus über 39 Runden ging, nutzte Poklitar gemeinsam mit seinem Mannschaftskameraden Rolf Starost ein Freundschaftsspiel des SC Dynamo Berlin im Kopenhagener Idrätspark gegen Boldklubben 93 am 13. August 1961 zur Flucht nach West-Berlin. Bis dahin hatte er für Dynamo Berlin 13 Spiele absolviert und neun Tore erzielt. Er meldete sich zwar beim West-Berliner Verein Tennis Borussia Berlin an, bestritt dort jedoch kein Spiel und meldete sich nach der obligatorischen zwölfmonatigen Sperre wegen des Verbandswechsels beim süddeutschen Freiburger FC an.

#### In der Bundesrepublik, 1961 bis 1970
Nach Ablauf der Sperre stürmte Poklitar in der Spielzeit 1962/63 für die Breisgau-Elf in der 2. Liga Süd. In der letzten Saison vor der Einführung der Fußball-Bundesliga absolvierte er für den FFC 33 Spiele und erzielte dabei 15 Tore. Die Mannschaft vom Möslestadion kam hinter dem FSV Frankfurt, ESV Ingolstadt, SV Waldhof Mannheim und dem 1. FC Pforzheim auf den fünften Rang und hatte sich damit für die im Sommer 1963 neu eingeführte Fußball-Regionalliga Süd qualifiziert. An der Seite der Mitspieler Peter Kunter und Horst Wilkening bestritt der torgefährliche Angreifer 34 Regionalligaspiele und steuerte für Freiburg 15 Tore bei. Der Altmeister – Deutscher Meister 1907 – erreichte aber nur den 10. Rang und Poklitar nahm deshalb ein Angebot des Bundesligaabsteigers 1. FC Saarbrücken an und wechselte in das Saarland.
Mit den Blau-Schwarzen vom Ludwigspark gewann der neue Mittelstürmer zusammen mit seinen Mitspielern Volker Danner, Werner Hesse, Werner Rinass, Erich Rohe und Heinz Vollmar auf Anhieb die Meisterschaft in der Regionalliga Südwest 1964/65. Die Malstatter kamen in 17 Heimspielen auf 33:1 Punkte und holten sich den Titel mit acht Punkten Vorsprung vor Wormatia Worms. Poklitar wurde Torschützenkönig mit 27 Treffern. In der Bundesliga-Aufstiegsrunde setzte sich aber der FC Bayern München vor Saarbrücken, Aachen und Tennis Borussia Berlin durch. Am 5. Juni 1965 sorgte Poklitar mit seinem Tor in der 43. Minute für die einzige Niederlage der Bayern.  In der Runde 1965/66 holte Poklitar wiederum die Torschützenkrone im Südwesten – mit 30 Toren – aber der 1. FC Saarbrücken musste sich mit der Vizemeisterschaft hinter dem FK Pirmasens begnügen. In der BL-Aufstiegsrunde brachte es der Torjäger auf sechs Treffer, aber Rot-Weiss Essen setzte sich vor St. Pauli, Saarbrücken und Schweinfurt 05 durch. Wiederum als Vizemeister zog Saarbrücken 1966/67 in die Aufstiegsrunde ein – Poklitar hatte im Südwesten an der Seite von Manfred Berz und Winfried Richter 19 Tore dazu beigesteuert – aber auch im dritten Anlauf in Folge reichte es nicht zur Rückkehr in die Fußball-Bundesliga. Aachen setzte sich in der Saarbrücker-Gruppe vor Kickers Offenbach und Saarbrücken durch.
In den folgenden zwei Runden – 1967/68 und 1968/69 – konnte Poklitar mit dem 1. FC Saarbrücken nicht mehr einen der ersten zwei Plätze in der Regionalliga Südwest belegen und damit auch nicht mehr in die Bundesliga-Aufstiegsrunden einziehen. Sein letztes Pflichtspiel in der Regionalliga bestritt er für Saarbrücken am 7. September 1969 bei der 0:1-Niederlage bei TuS Neuendorf. Insgesamt absolvierte er von 1964 bis 1969 für den 1. FC Saarbrücken in der Regionalliga Südwest 126 Spiele und erzielte dabei 99 Tore. Er avancierte als Torjäger zu einem Idol im Ludwigspark.

### Trainer
Als Trainer war er unter anderem beim unterklassigen französischen Klub AS Saargemünd tätig. Später trainierte er die Jugend- und Juniorenmannschaft des SV Auersmacher in der sein Enkel zusammen mit dem später zum 1. FC Köln wechselnden Jonas Hector spielte.

### Tätigkeit als Lehrer
Nach seiner aktiven Karriere war Poklitar als Sportlehrer am Saarbrücker Gymnasium am Schloss tätig.